# Čobal
Čobal je priimek v Sloveniji, ki ga je po podatkih Statističnega urada Republike Slovenije na dan 1. januarja 2010 uporabljalo 14 oseb in je med vsemi priimki po pogostosti uporabe uvrščen na 15.738. mesto.

## Znani nosilci priimka
- Berta Čobal Javornik (1925—2019), pesnica, pisateljica
- Bogdan Čobal (*1942), slikar, grafik in likovni pedagog
- Ivan Čobal (1926—1995), slikar in grafik
- Larisa Čobal (*1959), slikarka, likovna pedagoginja, galeristka
- Melhijor Čobal (1864—1943), politik
- Nadja Čobal, galeristka
- Stane Čobal, pisec skečev in črtic?
- Vlasta Čobal Sedmak, kiparka in restavratorka